# سياج مشبك

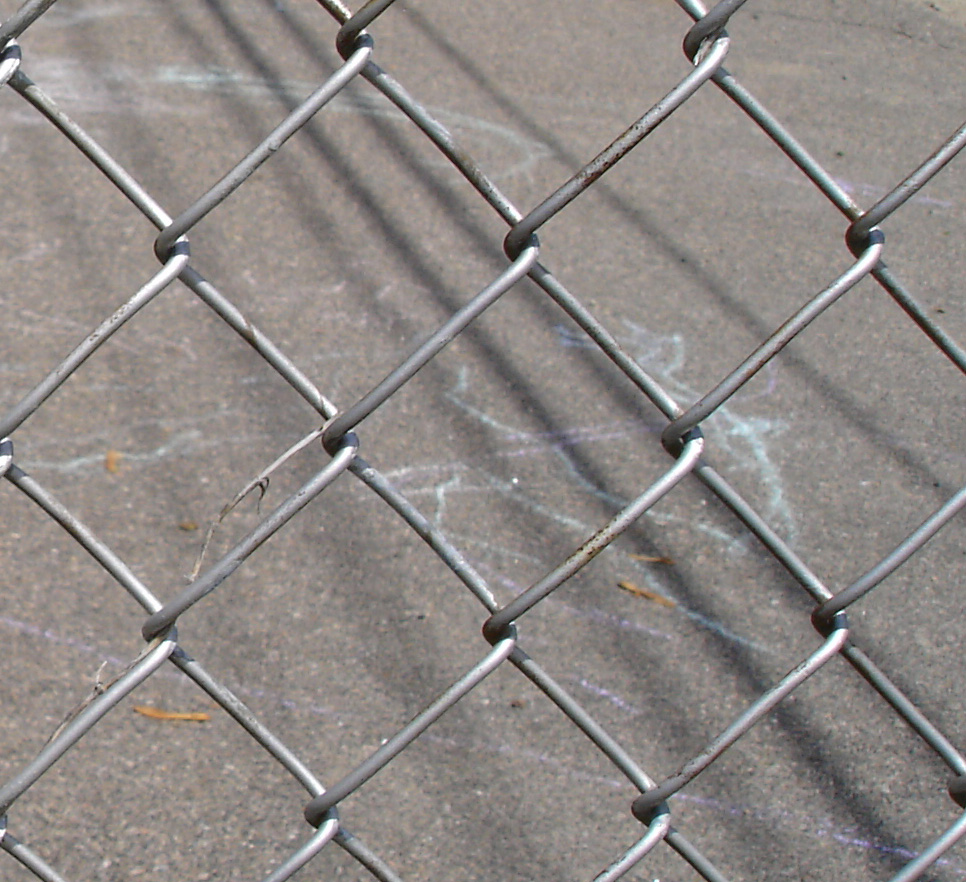

سياج مُشبّك (بالإنجليزية: Chain-link fencing)‏ هو نوع من السياجات المنسوجة المصنوع عادة من الصلب المجلفن أو أسلاك الفولاذ المطلية ب "LLDPE". يتم تثبيت الأسلاك بشكل عمودي في نموذج متعرج بحيث يتم ربط كل «منعرج» مع السلك مباشرةً من جانب وكل «منعرج» مع السلك على الجانب الآخر مباشرةً.